# Choue
Choue ist eine Gemeinde mit 515 Einwohnern (Stand: 1. Januar 2022) im französischen Département Loir-et-Cher in der Region Centre-Val de Loire. Sie gehört zum Kanton Le Perche (bis 2015: Kanton Mondoubleau) und zum Arrondissement Vendôme. Die Einwohner werden Chouettons genannt.

## Geographie
Choue liegt etwa 60 Kilometer nordnordwestlich von Blois.
Die Gemeinde grenzt an Couëtron-au-Perche im Norden und Nordwesten, an Boursay im Osten und Nordosten, an La Chapelle-Vicomtesse im Osten, an Saint-Marc-du-Cor im Südosten, an Le Temple im Süden, Cormenon im Südwesten, Mondoubleau im Westen sowie Baillou im Westen und Nordwesten.

## Bevölkerungsentwicklung
| Jahr                       | 1962 | 1968 | 1975 | 1982 | 1990 | 1999 | 2006 | 2017 |
| -------------------------- | ---- | ---- | ---- | ---- | ---- | ---- | ---- | ---- |
| Einwohner                  | 692  | 602  | 512  | 562  | 578  | 544  | 531  | 529  |
| Quellen: Cassini und INSEE |      |      |      |      |      |      |      |      |

## Sehenswürdigkeiten
- Kirche Saint-Clément aus dem 11./12. Jahrhundert
- Ruine des Priorats Notre-Dame-de-l'Assomption mit Kapelle

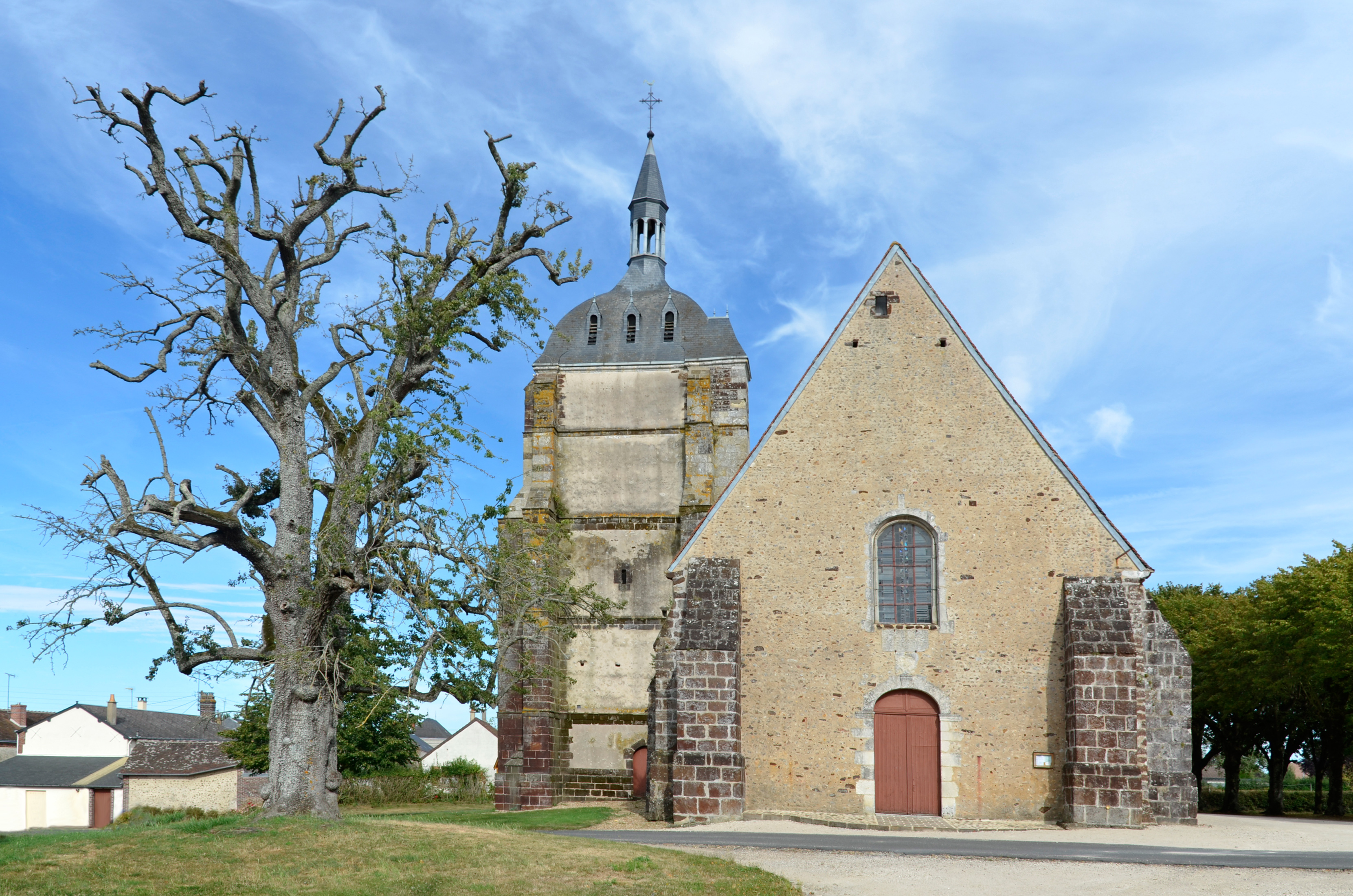
Kirche Saint-Clément
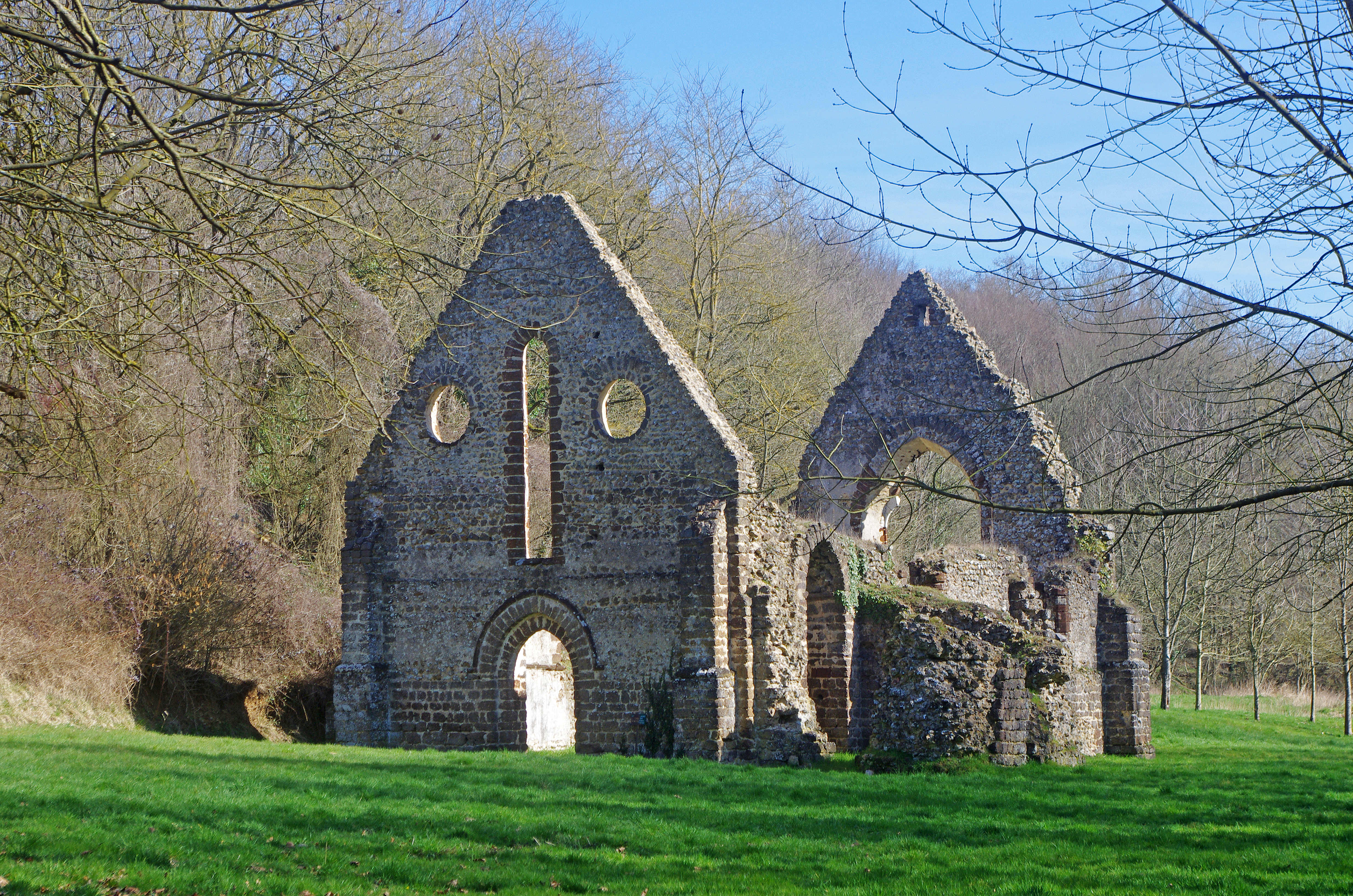
Ruine des Priorats